# Nuno Tomás
Nuno Miguel do Adro Tomás (nacido el 15 de septiembre de 1995) es un futbolista profesional portugués que juega en el Belenenses SAD como defensa central.

## Carrera del club

### Belenenses
Nacido en Odivelas, Distrito de Lisboa, Tomás jugó fútbol juvenil en el club local C.F. Os Belenenses. En sus primeros tres años como sénior, estuvo cedido en tres equipos de la tercera división, incluido el Real SC, a quien ayudó a lograr el ascenso a Segunda Liga por primera vez.
Después de regresar al Estádio do Restelo para la temporada 2017-18, Tomás hizo su debut en la Primeira Liga el 7 de agosto de 2017 en una derrota a domicilio por 1-0 ante el Rio Ave FC, siendo titular y directamente involucrado en la portería contraria. Marcó dos veces en los siguientes tres partidos de liga, y el 14 de septiembre renovó su contrato hasta 2021.

### CSKA Sofía
El 28 de febrero de 2019, Tomás fue cedido al PFC CSKA Sofia de la Primera Liga de Fútbol Profesional en un acuerdo temporal con obligación de compra. En junio, el club búlgaro ejerció esa opción.
Tomás también cumplió una breve cesión en el Kuopion Palloseura de la Veikkausliiga finlandesa.

### Regreso a Portugal
El 19 de agosto de 2021, Tomás firmó un contrato de dos años con el Académico de Viseu F.C. como agente libre.